# Jörg Roßkopf
Pour les articles homonymes, voir Rosskopf.
Jörg Roßkopf (Jörg Rosskopf) (né le 22 mai 1969 à Dieburg) est un joueur de tennis de table allemand. 
En 1992, il remporte la médaille d'argent chez les hommes en double avec Steffen Fetzner aux Jeux olympiques d'été de 1992 à Barcelone.
Quatre ans plus tard, il a remporté la médaille de bronze en simple homme aux jeux olympiques d'été de 1996 à Atlanta. Il est un des principaux ambassadeurs de la marque de tennis de table Joola. Son meilleur classement mondial est n°11 en 2001. Il avait un revers fabuleux d'après le commentateur sportif Sébastien Dupuis.
Il a mis un terme à sa carrière sportive en mai 2010. Il entraine désormais l'équipe nationale d'Allemagne.

## Palmarès
- 1998 - Champion d'Europe en doubles Eindhoven
- 1998 - Vainqueur de la Coupe du Monde en simple Shantou
- 1996 -  Médaille de bronze en simple aux Jeux olympiques d'Atlanta
- 1992 - Champion d'Europe en simple Stuttgart
- 1992 -  Médaille d'argent en double lors des Jeux olympiques de Barcelone
- 1989 - Champion du Monde en double avec Steffen Fetzner Dortmund